# Statsbankerotten
Statsbankerotten betegner den alvorlige penge- og finanspolitiske situation, Danmark var kommet i som følge af landets kostbare deltagelse i Napoleonskrigene, især i Kanonbådskrigen fra 1807. Finansieringen af krigshandlingerne havde medført en voldsom inflation, der især ramte landet efter 1810. Inflationen havde især konsekvenser for lønmodtagerne, hvis realløn faldt drastisk, mens landbrugserhvervet i vid udstrækning var selvforsynende. 
Den 5. januar 1813 gennemførte administrationen under den enevældige konge Frederik 6. en reform af pengevæsenet, der betød, at pengesedlernes værdi i forhold til sølv blev nedskrevet drastisk. Som led i pengereformen blev styringen af pengevæsenet overdraget til en ny mønt- og seddeludstedende bank, Rigsbanken. Denne institution fik tillagt bankhæftelsen, dvs. dækningen for de nye sedler. Rigsbanken fik tilvejebragt den nødvendige sølvbeholdning gennem en bankhæftelse, som bestod af en 1. prioritetshæftelse i alle landets ejendomme på 6 procent af værdien. Denne fordring skulle enten indbetales til banken på én gang eller afbetales. Pengevæsenet var på dette tidspunkt baseret på sølvværdien, og pengepolitikken var statens redskab til at styre møntvæsenet. Rigsbanken kunne dog ikke opretholde kursværdien for statspapirer, der ønskedes indløst med de nye sedler.
Pengereformen betød, at tidligere udsendte mønter og sedler skulle inddrages og erstattes med nye. Den nye hovedmønt, som var gældende indtil 1873, skulle baseres på en møntfod, hvor 18 1/2 rigsbankdaler skulle indeholde 233,855 gram rent sølv. Der var imidlertid mangel på sølv af tilstrækkelig god kvalitet, og private betalingsmidler blev derfor sat i omløb. Seddelkursen i forhold til sølvværdien nåede bunden i september 1813 med 9 procent.
Fordi staten ikke var i stand til at svare sine forpligtelser, er pengereformen gået over i historien som statsbankerotten, selv om der ikke var tale om en erklæret konkurs/statsbankerot.
De følgende år svingede kursen på de udstedte sedler voldsomt med en ustabil økonomisk udvikling som følge og først i 1838 svarede seddelværdien til den påtrykte værdi i sølv.

## Baggrund
Danmark havde siden Slaget på Reden været allieret med Frankrig under Napoleonskrigene. De militære alliancer blev på dette tidspunkt typisk indgået tosidigt, og konstellationerne ændrede sig hyppigt. Tidens komplicerede allianceforhold blev endnu engang ændret, da den fransk-russiske alliance brød sammen i 1812, hvorefter Sverige og Rusland indgik en aftale om gensidig militær støtte. Denne alliance tilsluttede Preussen og Østrig sig kort efter. Efter at Napoleon var blevet tvunget til at retirere fra sit angreb på Rusland, tilsluttede England sig også denne alliance. Rusland havde lovet Sverige, at det efter krigen ville støtte, at Norge, som indgik i personalunion med Danmark, ville tilfalde Sverige som kompensation for tabet af Finland. Efter at Rusland havde tvunget de franske armeer på tilbagetog i vinteren 1812, prøvede Rusland at få Danmark til at tilslutte sig den anti-franske alliance, men da russerne fastholdt kravet om dansk afståelse af Norge, afviste Frederik 6. tilbuddet. Under våbenstilstanden i juni 1813 indgik Danmark en mere bindende aftale om militært samarbejde med Frankrig, fordi den danske konge anså dette for at være den sidste mulighed for at holde Danmark-Norge samlet. Den 11. august begyndte krigen, og nu stod Danmark alene sammen med Frankrig.
Efter at Napoleon havde lidt et militært nederlag ved Leipzig i oktober 1813, kunne de svensk-russiske tropper anført af den svenske kronprins Karl Johan (tidligere Jean Baptiste Bernadotte) koncentrere sig om at angribe Danmark. Karl Johan invaderede Holsten, men da det lykkedes at holde Glückstadt, indgik han på østrigsk initiativ våbenhvile den 15. december.

## Den økonomiske situation
Under krigen var især søtransporten og den hermed følgende handel ramt af krigshandlingerne. Landbruget havde stadig gode konjunkturer, og en stor del af handelskompagnierne oplevede ligeledes gode konjunkturer. Reallønnen for lønmodtagerne blev imidlertid forringet på grund af inflationen og krigsførelsen, især opretholdelsen af hæren i hertugdømmerne, krævede flere penge i statskassen, hvilket søgtes tilvejebragt ved ejendomsbeskatning og en ny, progressiv indkomstskat i 1810. Denne reform var imidlertid ikke effektiv, blandt andet på grund af mangel på administrativt ansatte til inddrivelsen. I erkendelse heraf begyndte administrationen at finansiere krigens omkostninger ved at forøge pengemængden. Derfor faldt sedlernes værdi markant i forhold til sølvværdien. På blot seks år var mængden af sedler i omløb blevet femdoblet ved indgangen til 1813. Dette problem forsøgtes løst ved forordningen af 5. januar 1813 om "forandring af pengevæsenet".

### Den nye rigsbank
Oprustningen de foregående år, den engelske erobring af flåden og senere blokade af handelsskibene i Østersøen og Kattegat havde både reduceret statens indtægter og forøget dens udgifter. I denne periode var valutakurserne primært baseret på sølvlagrene, og den nyoprettede bank, Rigsbanken, skulle tilvejebringe en sølvbeholdning, som blev opnået ved beskatning på 6 % af værdien af al fast ejendom. Skatten skulle enten betales i sølv straks eller stå som en første prioritet i ejendommen mod en forrentning på 6½ pro anno..
Rigsbanken blev udstyret med adskillige beføjelser. Den fik ret til at udstede såkaldte rigsbanktegn i kobber, der var gangbare i kongeriget. I efteråret 1814 var der udmøntet tilstrækkeligt nye mønter til, at kobbermønterne fra før reformen kunne tilbagekaldes.
Strategien mislykkedes i første omgang, fordi midlerne i sølvfonden blev anvendt til den fortsatte krigsførelse og efter krigens afslutning i 1814 som kompensation for de manglende indtægter fra det tabte Norge. Rigsbanken kunne derfor ikke indløse debitorernes fordringer, selv om der var en bagvedliggende garanti i form af bankhæftelsen på alle landets ejendomme med 6 procent af værdien. Der blev fastlagt et maksimum for seddeludstedelsen på 46 millioner rigsdaler. De gamle sedler – kurantrigsdaler – blev omvekslet til nye rigsbankdalere i forholdet 6:1. Samme kurs gjaldt Bankhæftelsen som var en 1. prioritetshæftelse i alle landets ejendomme på 6 procent af værdien, som enten skulle indbetales til banken på én gang eller afbetales. Rigsbanken blev 30. juli 1813 omdannet til et aktieselskab, hvori alle grundejere indtrådte som aktionærer som modydelse for rigsbankens prioritet på 6 procent af al grundværdi som dækning for sedlerne.
Da manglen på sølv blev mærkbar, faldt kursen på rigsbankdaleren. Principperne for rigsbanken blev dog fastholdt som grundlag for pengepolitiken de følgende år frem mod oprettelsen af Nationalbanken i 1818. Denne havde som hovedopgave at føre kursen i pari, hvilket først lykkedes efter 25 års virke. Derfor kunne den ikke påtage sig at drive udlånsforretning i større omfang, hvilket især ramte landbruget, som stod for omkring 80 procent af landets produktion. En anden konsekvens af sølvmanglen var et større udbud af skillemønt, dvs. mønter udmøntet efter en dårligere møntfod, end myndighederne havde ventet.
Reformen havde også som formål at indføre det nye rigsbankmøntvæsen i hertugdømmerne. Allerede i oktober 1813 blev det imidlertid vedtaget ved lov, at sølv skulle være eneste gyldige betalingsmiddel i hertugdømmerne, ligesom disse fik lov til at beholde deres egen kurantmønt. Dette førte til megen cirkulation af udenlandsk sølvmønt, blandt andet fra Hamborg og medvirkede til en yderligere distance mellem kongeriget og hertugdømmernes møntpolitik.

## Konsekvenser
Den danske statskasse var reelt tom efter mange års krig, og Frederik 6. besluttede at gennemføre pengeombytningen, dagen før våbenstilstanden udløb den 6. januar 1814. Allerede samme dag faldt Glückstadt, og de sidste danske styrker blev belejret i Rendsborg. Fredsforhandlinger indledtes, og den 14. januar blev freden i Kiel underskrevet. Danmark måtte afstå Norge til den svenske konge og hans efterkommere. Danmark fik dog lov til at beholde de norske "bilande" Grønland, Island og Færøerne. I efteråret blev Wienerkongressen indledt. Her skulle Europa genoprettes efter næsten 20 år med krige. Den danske konge var ikke inviteret til selve kongressen, men som næsten alle andre stater i Europa, der også havde sendt repræsentanter og embedsmænd, var inkl. embedsmænd tilstede og deltog i møder omkring selve kongressen. Formålet med tilstedeværelsen var at sikre den danske stats fortsatte integritet.
Pengereformen var så upopulær, at den førte til finansministeren, Ernst Schimmelmanns afskedigelse og senere i 1813 til Christian Ditlev Frederik Reventlows afsked fra rentekammeret. I kølvandet på de stigende fødevarepriser steg kriminaliteten, særligt tyveri og indbrud. De følgende år svingede kursen voldsomt med en ustabil økonomisk udvikling som følge og først i 1838 svarede seddelværdien til den påtrykte værdi i sølv.
Den pengepolitiske reform blev mødt af kraftige protester fra borgerne. Statsadministrationen med Andreas Peter Bernstorff som central figur havde lovet "sikkerhed og velstand" i perioden, hvor landboreformerne blev gennemført. Krigene og statsbankerotten udløste nærmest det stik modsatte: Usikkerhed og fattigdom. Utilfredsheden med det enevældige styre forstærkedes, da krigene blev fulgt af en generel økonomisk nedgangsperiode i hele Europa. Protesterne blev fulgt op med etableringen af en liberal kritik af myndighederne og begyndende ønske om en fri forfatning. I denne sammenhæng vurderer flere nutidige historikere statsbankerotten som en lille brik i spillet om politiske reformer.

## Eksterne kildehenvisninger
- Fra Danmarks Nationalbank, Pengereformen, der blev kendt som statsbankerotten
- Statsbankerotten 1813 på danmarkshistorien.dk Arkiveret 27. november 2016 hos  Wayback Machine Hentet den 30. november 2016
- Steffen Linvald:Københavns hvornår skete det Arkiveret 29. november 2016 hos  Wayback Machine

56°15′50″N 9°30′06″Ø / 56.2639°N 9.5018°Ø